# Skobars
Les Skobars ou Skobaris (en russe : Скобари) nom d'argot des habitants de l'oblast de Pskov et certaines régions voisines de l'oblast de Novgorod et de l'oblast de Tver. Le mot vient du mot fer à cheval ou crochet (en russe : скоба), qui est forgé par un forgeron.
L’identité locale est assez forte de nos jours, en particulier dans l'oblast de Pskov, où se trouvent une équipe de course, une chaîne de boutiques de souvenirs et un magazine littéraire portant le nom de ce groupe. On trouve également une fête festival du forgeron, la journée Skobar. Il y a aussi un monument dédié à un forgeron skobar dans l'un des parcs centraux de la ville de Pskov.

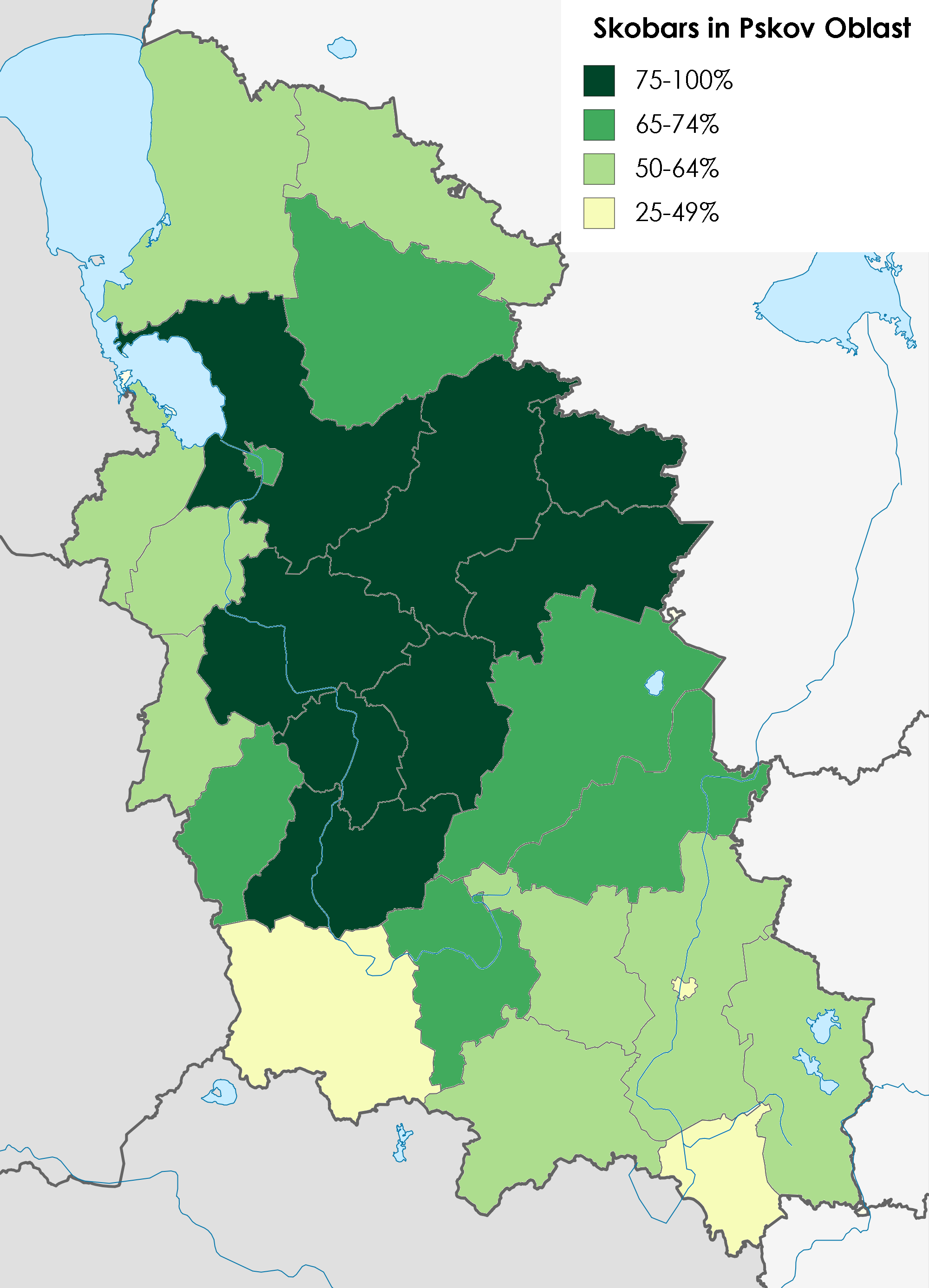
Pourcentage de Skobars dans l'oblast de Pskov par district (2003)